# Бундельревольвер Мариетта
Бундельревольвер Мариэтта — шестиствольный гладкоствольный пеппербокс; запатентован и изготовлен в Бельгии в 1837 году. 
Кто именно был конструктором знаменитого пистолета, не совсем понятно.  Историки знают двух оружейников с фамилией Мариэтт, живших и работавших примерно в одно время в Льеже. Это Жиль Мариэтт (Gilles Mariette) и Гийом Мариэтт (Guillaume Mariette). Исследователи оружия единственно установили закономерность, что Жиль Мариэтт в основном клеймил свое оружие полным именем и фамилией, а Гийом Мариэтт подписывал его как «MARIETTE BREVETTE».
Основным отличием многоствольных пистолетов Мариэтта между собой является количество установленных в оружии стволов. Выпускались пистолеты не только четырехствольные, но и с пятью, восемью, и даже 24-мя стволами. В литературе есть упоминание так же о трехствольном пепербоксе.
Шесть стволов не соединены в один блок, а раздельно привинчены к шести патронникам, в которые вставлены капсюли. Каждый ствол, для более простого снятия с помощью специального ключа, имеет четыре прямоугольные выемки в дуле. Ствол и патронники пронумерованы. Стволы прикручены к шпинделю на неподвижной казённой части, доступ обеспечивается с помощью отверстия в центре блока стволов.
Капсюли находятся на одной оси со стволами и разделены перегородками. При нажатии на кольцо-спуск стволы вращаются, по очереди перемещаясь в позицию для выстрела, внутренний курок отодвигается назад и ударяет в самый нижний капсюль. Новые капсюли устанавливаются нажатием на спусковой крючок, достаточном для того, чтобы стволы можно было прокрутить вручную. В правой части рамки вырезано специальное отверстие для установки капсюля.